# Geschichte des Bankwesens in China
Die Geschichte des Bankwesens in China beschreibt die historische Entwicklung des Geld- und Kreditgeschäfts in China.

## Frühe Geldgeschäfte
Während der Song-Dynastie (960–1279) führten chinesische Finanzinstitute alle wichtigen Bankfunktionen durch, darunter die Akzeptanz von Einlagen, die Vergabe von Krediten, die Ausgabe von Banknoten, den Geldwechsel und die Überweisung von Geld. Im Jahr 1024 wurde in Sichuan die erste staatliche Papier-Währung herausgegeben. Die zwei Hauptarten der frühen chinesischen Finanzanstalten, piaohao (票號) und qianzhuang (錢莊), arbeiteten häufig zusammen, anstatt miteinander in Chinas Finanzmarkt zu konkurrieren.
Aufgrund struktureller Schwächen des traditionellen chinesischen Rechts konzentrierten sich chinesische Finanzinstitute hauptsächlich auf das kommerzielle Bankgeschäft auf der Grundlage enger familiärer und persönlicher Beziehungen. Ihr Geschäftskapital basierte, statt auf langfristigen Giroeinlagen, hauptsächlich auf dem Zahlungsverkehr aus kurzfristigen Geldübertragungen. Die modernen Konzepte vom Privatkundengeschäft und partiellem Reservesystem entwickelten sich unter den traditionellen chinesischen Banken nie eigenständig und wurden erst von europäischen Bankiers im 19. Jahrhundert in China eingeführt.

### Piaohao
Eine frühe chinesische Bankanstalt wurde Piaohao genannt, oder auch Shanxi-Bank, weil sie sich hauptsächlich im Besitz von gebürtigen Einwohner von Shanxi befand. Die erste Piaohao stammte aus der Xiyuecheng-Farbstoff-Gesellschaft von Pingyao.
Um mit der Übertragung von großen Mengen von Bargeld von einer Geschäftssparte zur anderen umzugehen, führte das Unternehmen Entwürfe ein, die in den vielen Niederlassungen des Unternehmens rund um China benutzt wurden. Obwohl diese neue Methode ursprünglich für Geschäftsvorfälle innerhalb des Xiyuecheng Unternehmens entworfen wurde, wurde sie so populär, dass in 1823 der Inhaber das Farbstoffgeschäft ganz aufgab, um das Unternehmen als spezielles Überweisungsunternehmen zu reorganisieren, das Rishengchang Piaohao. In den folgenden dreißig Jahren wurden elf Piaohao in der Provinz Shanxi, in den Grafschaften von Qixian, Taigu und Pingyao gegründet. Bis zum Ende des neunzehnten Jahrhunderts gab es 32 Piaohao mit 475 Niederlassungen, sodass fast in der gesamten Wirtschaft dieses System angewendet wurde.
Alle Piaohao wurden als Einzelunternehmen oder Partnerschaften organisiert, bei denen die Eigentümer unbeschränkt haftbar waren. Sie konzentrierten sich auf Überweisungen zwischen den Provinzen und später auf die Durchführung staatlicher Dienstleistungen. Seit der Zeit der Taiping-Rebellion, als die Transportwege zwischen der Hauptstadt und den Provinzen abgeschnitten wurden, begann Piaohao in die Abgabe der staatlichen Steuereinnahmen involviert zu werden. Piaohao wuchs, indem es eine große Rolle in der Förderung der Mittel und der Vermittlung der Auslandskredite für provinzielle Regierungen, die Ausgabe von Banknoten und den Transport der regionalen Schätze übernahm.

### Qianzhuang
Unabhängig vom landesweiten Netzwerk von Piaohao gab es eine große Anzahl von kleinen einheimischen Banken, die im allgemeinen Qianzhuang genannt wurden. Diese Institute erschienen zunächst in der Region des Yangzi-Deltas, sowie in Shanghai, Ningbo und Shaoxing. Die ersten Qianzhuang können auf mindestens die Mitte des achtzehnten Jahrhunderts zurückgeführt werden.
1776 organisierten sich einige der Qianzhuang in Shanghai in einer Gilde unter dem Namen qianye gongsuo. im Gegensatz zu den piaohao waren die meisten qianzhuang lokal und fungierten als Geschäftsbanken, durch die Durchführung lokaler Geldwechsel, die Ausgabe von Geldscheinen, den Austausch von Rechnungen und Notizen, und Diskontierung für die lokale Wirtschaft.
Die Qianzhuang pflegten enge Beziehungen zu chinesischen Händlern und wuchsen mit der Expansion des chinesischen Außenhandels. Als westliche Banken nach China kamen, gaben sie den Qianzhuang „Stempellöhne“ (caipiao); letztere liehen dieses Geld chinesischen Händlern, welche es wiederum benutzten, um Waren von den ausländischen Firmen zu kaufen. Geschätzt gab es in China in den frühen 1890er Jahren rund 10.000 Qianzhuang.

## Aufkommen ausländischer Banken
Um die Mitte des 19. Jahrhunderts etablierten sich in China britische und andere europäische Banken, um die wachsende Zahl der westlichen Handelsfirmen zu bedienen. Für das englische Wort bank prägten die Chinesen den Ausdruck yinhang (銀行 „Silberinstitut“). Die erste ausländische Bank in China war die in Bombay gegründete britische Oriental Bank (東藩匯理銀行), die in den 1840er-Jahren Niederlassungen in Hongkong, Guangzhou und Shanghai eröffnete. Andere britische Banken folgten später nach und gründeten ebenfalls Niederlassungen in China. Etwa 40 Jahre lang besaßen britische Kreditinstitute praktisch eine Monopolstellung im modernen chinesischen Bankwesen. Die 1865 in Hongkong gegründete Hong Kong and Shanghai Banking Corporation (香港上海匯豐銀行), heute HSBC, wurde später die größte ausländische Bank in China.
Ab 1889 eröffneten die Deutsch-Asiatische Bank (德華銀行), die französische Banque de l’Indochine (東方匯理銀行), die japanische Yokohama Specie Bank (橫濱正金銀行) und die Russisch-Chinesische Bank (華俄道勝銀行) Filialen in China und traten damit in Konkurrenz zu den bislang dominierenden britischen Banken. Bis zum Ende des 19. Jahrhunderts gab es in den Hafenstädten Chinas neun ausländische Banken mit 45 Niederlassungen.
Die Ungleichen Verträge der Großmächte mit China sicherten ausländischen Banken damals extraterritoriale Rechte. Auch das Auslandsüberweisungsgeschäft und die Außenhandelsfinanzierung lagen fest in der Hand dieser Banken. In Ermangelung einer entsprechenden Regulierung durch den chinesischen Staat konnten Auslandsbanken Geldscheine für den Umlauf ausgeben, Einlagen chinesischer Bürger annehmen und Darlehen an die Qianzhuang vergeben.

## Regierungsbanken
Nach dem Start der sich selbst verstärkenden Bewegung begann die Qing-Regierung große Industrieprojekte zu initiieren, die große Kapitalmengen benötigten. Obwohl die bestehenden inländischen Finanzinstitute ausreichende Kredit- und Transfermöglichkeiten zur Unterstützung des inländischen Handels bereitstellten und gut mit kleinen Unternehmen arbeiteten, konnten sie Chinas neuen finanziellen Forderungen nicht gerecht werden. Für groß angelegte und langfristige Finanzierung wandte sich China daher an ausländische Banken. Nach einer Reihe von militärischen Niederlagen war die Qing-Regierung zudem gezwungen, von ausländischen Banken Geld zu leihen, um ihre Entschädigungszahlungen an ausländische Mächte zu finanzieren.
Eine Reihe von Vorschlägen für ein modernes chinesisches Bankinstitut wurde in den 1860er Jahren gemacht. Li Hongzhang, einer der Führer der selbst verstärkenden Bewegung, machte ernste Bemühungen, eine chinesische Nationalbank in den Jahren 1885 und 1887 zu erschaffen.
Die kaiserliche Bank von China (中國通商銀行), Chinas erste moderne Bank, öffnete ihr Geschäft im Jahr 1897. Die Bank wurde als Aktiengesellschaft organisiert. Sie verabschiedete die internen Vorschriften der HSBC, und ihre Senior Manager waren ausländische Fachleute. Nach der Proklamation der Republik China änderte die Bank 1912 ihren Namen in Handelsbank von China. Der Name hebt die Bedeutung von China hervor und jeglichen Bezug zur Qing-Dynastie wurde hierdurch entfernt.
1905 wurde die erste Zentralbank Chinas als Bank des Finanzdienstes (大清户部銀行) gegründet. Drei Jahre später wurde der Name in die Große Qing Staatsbank (大清銀行) umgewandelt. Als Ersatz für alle bestehenden Banknoten wurde der großen Qing Staatsbank das exklusive Privileg gewährt, in allen öffentlichen und privaten Fondstransfers, einschließlich der Steuerzahlungen und Schuldentilgung, ihre Banknoten zu verwenden. Da Qing Bank wurde auch das exklusive Privileg gegeben, die Staatskasse zu betreiben. Der Finanzvorstand Chinas, der den Großteil der Einnahmen der Zentralregierung kontrollierte, übertrug den größten Teil seiner Steuerüberweisungen über die Bank und ihre Niederlassungen. Die Regierung betraute die Bank mit der Übertragung der Salzüberschuss-Steuer, der diplomatischen Ausgaben, der Verwaltung ausländischer Kredite, der Zahlung ausländischer Entschädigungen und der Hinterlegung und Übertragung der Zollsteuer in vielen Häfen.
Nach der Xinhai-Revolution von 1911 wurde Daqing Bank in Bank of China umbenannt. Diese Bank existiert heute noch.
Eine andere Regierungsbank, die Bank der Kommunikationen (交通銀行), wurde 1908 durch das Ministerium der Post und der Kommunikation organisiert, um Geld für die Tilgung der Peking-Hankou-Eisenbahn von den belgischen Fremdfirmen zu schaffen. Ziel der Bank war es, die Finanzierung von Dampfschiffen, Eisenbahnen sowie Telegrafen- und Posteinrichtungen zu vereinheitlichen.

## Privatbanken
Die erste Privatbank geht auf das Jahr 1897 zurück. In den späteren Jahren der Qing-Dynastie folgten drei Privatbanken, die alle ohne staatliche Finanzierung von privaten Unternehmern gegründet wurden: 1906 die Xincheng Bank in Shanghai, gefolgt von der National Commercial Bank in Hangzhou im darauf folgenden Jahr, und die Ningbo Commercial and Savings Bank (四明銀行) in 1908. Im gleichen Jahr wurde die Regulierung der Bankenregistrierung durch das Finanzministerium ausgestellt, die nach dem Fall der Qing-Dynastie weiterhin Wirkung hatte.
Ein Hauptanteil des profitablen offiziellen Überweisungsgeschäfts wurde von der Daqing Bank aus den piaohao übernommen. Die piaohao verschwanden nach der Xinhai-Revolution in 1911.
Im gleichen Zeitraum wurde die zunehmende Macht privater Interessen im modernen chinesischen Bankwesen und die Konzentration des Bankkapitals von den Privatbanken offenbar. In Shanghai wurden die sogenannten „Southern Three Banks“ (南三行) gegründet. Sie bestand aus der Shanghai Commercial and Savings Bank (上海商業儲蓄銀行), der National Commercial Bank (浙江興業銀行) und der Zhejiang Industrial Bank (浙江實業銀行). Vier andere Banken, bekannt als die „Northern Four Banks“ (北四行) entstanden später. Sie bestanden aus der Yien Yieh Commercial Bank (鹽業銀行), der Kincheng Bank Corporation (金城銀行), der Continental Bank (大陸銀行) und der China & South Sea Bank (中南銀行), wovon die ersten drei von aktiven und pensionierten Beamten der Regierung in Peking, und die vierte von einem in Überseechinesen gegründet wurden.

### Banknotensperrung
Im Jahre 1916 ordnete die republikanische Regierung in Peking die Aussetzung der Umwandlung von Banknoten in Silber an. Mit der Unterstützung der Gerichte, der Shanghai-Niederlassung der Bank of China übten sie einen großen Druck auf die Ordnung aus.
Die Statuten der Bank von China wurden im Jahre 1917 überarbeitet, um staatliche Eingriffe einzuschränken.

## Das goldene Zeitalter des chinesischen Bankwesens
Das Jahrzehnt von der nördlichen Expedition bis zum zweiten chinesisch-japanischen Krieg im Jahre 1937 wurde als ein „Goldenes Jahrzehnt“ für Chinas Modernisierung als auch für seine Bankindustrie beschrieben. Moderne chinesische Banken dehnten ihr Geschäft im Umfang aus, machten syndizierten Industrien Kredite und bieten Kredite an ländliche Gebiete an.
Die nationalistische Regierung schuf die Zentralbank von China im Jahr 1928, mit T. V. Soong als ihrem ersten Präsidenten. Die Bank von China wurde als eine auf das Management von Devisen spezialisierte Bank reorganisiert, während die Bank der Kommunikation sich auf die Entwicklung der Industrie konzentrierte.
Die Bankenaufsicht wurde im Rahmen des Finanzministeriums eingerichtet, um finanzielle Angelegenheiten zu beaufsichtigen.
Konfrontiert mit dem bevorstehenden Krieg mit Japan, übernahm die chinesische Regierung die Kontrolle über 70 Prozent des Vermögens der modernen chinesischen Banken durch den berüchtigten Bankenputsch.

## Nach 1949
Die Geschichte des chinesischen Bankensystems wurde etwas vielfältiger. Die Verstaatlichung und Konsolidierung der Banken des Landes erhielt in den ersten Jahren der Volksrepublik die höchste Priorität, und das Bankwesen war der erste Sektor, der vollständig sozialisiert wurde. In der Zeit der Erholung nach dem chinesischen Bürgerkrieg (1949–52) bewegte sich die Volksbank von China sehr effektiv, um die wütende Inflation zu stoppen und die Finanzen der Nation unter zentrale Kontrolle zu bringen. Im Laufe der Zeit wurde die Bankenorganisation wiederholt geändert, um sich wandelnden Bedingungen und neuen Politiken anzupassen.
Das Bankensystem wurde frühzeitig unter dem Finanzministerium zentralisiert, das die feste Kontrolle über alle Finanzdienstleistungen, Gutschriften und die Geldmenge ausübte. In den 1980er Jahren wurde das Bankensystem erweitert und diversifiziert, um den Bedürfnissen des Reformprogramms gerecht zu werden, und der Umfang der Bankaktivitäten stieg stark an. Neue Haushaltsverfahren verlangten von staatlichen Unternehmen, dem Staat nur eine Einkommensteuer zuzuleiten und Investmentfonds in Form von Bankdarlehen zu suchen. Zwischen 1979 und 1985 hat sich das Volumen der Einlagen fast verdreifacht und der Wert der Bankkredite stieg um 260 Prozent. Von 1987 an umfasste das Bankensystem die Volksbank von China, die Landwirtschaftliche Bank von China, die Bank von China (behandelt Devisen-Angelegenheiten), die Chinesische Industrie-Bank, die Kommunikationsbank, die Volksversicherungsgesellschaft von China, sowie ländliche und städtische Kreditgenossenschaften.
Die Volksbank von China war die Zentralbank und die Grundlage des Bankensystems. Da die Funktion der Bank sich mit der des Finanzministeriums überschnitt, verlor diese viele ihrer Aufgaben während der Kulturrevolution; in den 1970er Jahren wurde ihre führende Position wiederhergestellt. Als Zentralbank hatte die Volksbank von China die alleinige Verantwortung für die Ausgabe von Bargeld und die Kontrolle der Geldmenge. Es diente auch als Staatskasse, die wichtigste Quelle für Kredite für wirtschaftliche Einheiten. Das Clearing-Center diente Finanztransaktionen.
Ein weiteres Finanzinstitut, die Bank von China, behandelte alle Devisengeschäfte. Sie war verantwortlich für die Zuteilung der Devisenreserven des Landes, die Vermittlung von Auslandskrediten, die Festlegung von Wechselkursen für Chinas Währung, die Ausgabe von Kreditbriefen und die generelle Durchführung aller Finanztransaktionen mit ausländischen Firmen und Personen. Die Bank von China hatte Büros in Peking und anderen Städten, die im Außenhandel tätig waren, und pflegte Auslandsbüros in wichtigen internationalen Finanzzentren, darunter Hongkong, London, New York City, Singapur und Luxemburg.
Die Landwirtschaftsbank wurde in den 1950er Jahren gegründet, um die finanziellen Operationen in den ländlichen Gebieten zu erleichtern. Die Landwirtschaftsbank gewährte landwirtschaftlichen Einheiten finanzielle Unterstützung. Sie gab Kredite aus, bearbeitete die staatlichen Mittel für die Landwirtschaft, leitete die Operationen der Genossenschaften für ländliche Kredite und führte die Gesamtaufsicht über die finanziellen Angelegenheiten des ländlichen Raums durch. Die Landwirtschaftsbank hatte ihren Hauptsitz in Peking und hatte ein Netz von Niederlassungen im ganzen Land. Es blühte in den späten 1950er und Mitte der 1960er Jahre, aber schmachtete danach bis in die späten 1970er Jahre ab, als die Funktion und Autonomie der landwirtschaftlichen Bank erheblich erhöht wurde, um die höhere landwirtschaftliche Produktion zu fördern. In den 1980er Jahren wurde sie wieder strukturiert und erhielt größere Autorität, um das Wachstum und die Diversifizierung der Landwirtschaft unter dem Verantwortungssystem zu unterstützen.
Ländliche Kreditgenossenschaften waren kleine Spar- und Darlehensorganisationen, die die Hauptquelle für kleine Finanzdienstleistungen auf lokaler Ebene des Landes waren. Sie behandelten Einlagen und kurzfristige Kredite für einzelne landwirtschaftliche Familien, Dörfer und Genossenschaften. Vorbehaltlich der Richtung der Landwirtschaftsbank folgten sie einer einheitlichen staatlichen Bankenpolitik, fungierten aber als unabhängige Einheiten für Buchhaltungszwecke. Im Jahr 1985 hielten die ländlichen Kreditgenossenschaften insgesamt Einlagen von ¥72,5 Milliarden.
Städtische Kreditgenossenschaften waren in der Mitte der 1980er Jahre eine relativ neue Ergänzung des Bankensystems, als sie zum ersten Mal mit weit verbreiteten Operationen begannen. Als im Reformzeitraum kommerzielle Möglichkeiten wuchsen, erfüllten die Tausenden von Einzel- und kollektiven Unternehmen, die in städtischen Gebieten entstanden, einen Bedarf an kleinen Finanzdienstleistungen, die die formellen Banken nicht zu erfüllen bereit waren. Bankbeamte ermutigten daher den Ausbau der städtischen Kreditgenossenschaften als wertvolle Ergänzung des Bankensystems. Im Jahr 1986 gab es mehr als 1.100 städtische Kreditgenossenschaften, die insgesamt ¥3,7 Milliarden in Einlagen hielten und Kredite im Wert von ¥1,9 Milliarden vergaben.
Mitte der 1980er Jahre fehlte dem Bankensystem noch ein Teil der Dienstleistungen und Merkmale, die in den meisten Ländern als grundlegend galten. Die Interbanken-Beziehungen waren sehr begrenzt, und Interbank-Kredite und Kredite waren praktisch unbekannt. Girokonten wurden von sehr wenigen Individuen verwendet, und Kreditkarten gab es nicht. Im Jahr 1986 wurden in einigen dieser Bereiche erste Schritte unternommen. Interbanken-Kredit- und -Darlehensnetze wurden unter siebenundzwanzig Städten entlang des Jangtse-Flusses und unter vierzehn Städten in Nord-China geschaffen. Interregionale Finanznetzwerke wurden geschaffen, um Banken in elf führenden Städten in ganz China zu vernetzen, darunter Shenyang, Guangzhou, Wuhan, Chongqing und Xi’an und auch die Niederlassungen der Landwirtschaftsbank wurden verknüpft. Die erste chinesische Kreditkarte, die große Mauer-Karte, wurde im Juni 1986 eingeführt und für Devisengeschäfte verwendet. Eine weitere finanzielle Neuerung im Jahr 1986 war die Eröffnung der ersten Börsen Chinas seit 1949. Kleine Börsen begannen Operationen etwas zaghaft in Shenyang, Provinz Liaoning, im August 1986 und in Shanghai im September 1986.
In der Geschichte der Volksrepublik hatte das Bankensystem eine enge Kontrolle über Finanztransaktionen und die Geldmenge ausgeübt. Alle Regierungsabteilungen, öffentliche und gemeinschaftliche Wirtschaftseinheiten sowie soziale, politische, militärische und pädagogische Organisationen waren verpflichtet, ihre finanziellen Salden als Bankeinlagen zu halten. Sie wurden auch angewiesen, auf Hand nur genügend Bargeld zu halten, um tägliche Ausgaben zu treffen; alle wichtigen Finanztransaktionen sollten über Banken durchgeführt werden. Die Zahlung für Waren und Dienstleistungen, die von Wirtschaftseinheiten ausgetauscht wurden, erfolgte durch Abbuchung des Kontos der Einkaufseinheit und Gutschrift der Verkaufseinheit um den entsprechenden Betrag. Diese Praxis hat effektiv dazu beigetragen, den Bedarf an Bargeld zu minimieren.
Seit 1949 haben Chinas Staatsführer das chinesische Volk gedrängt, persönliche Sparkonten aufzubauen, um die Nachfrage nach Konsumgütern zu verringern und die Menge des Kapitals, das für Investitionen zur Verfügung stand, zu erhöhen. Kleine Niederlassungen von Sparkassen waren bequem in den städtischen Gebieten gelegen. Und auf dem Land wurden Ersparnisse bei den ländlichen Kreditgenossenschaften hinterlegt, die in den meisten Städten und Dörfern zu finden waren. Im Jahr 1986 betrugen die Spareinlagen für das gesamte Land insgesamt über ¥223,7 Milliarden.